# Italienische Basketballnationalmannschaft
Die italienische Basketballnationalmannschaft ist die Auswahl von Spielern des italienischen Basketball-Verbandes FIP (Federazione Italiana Pallacanestro). Sie nimmt für Italien an internationalen Länderwettbewerben teil und trat bisher neunmal bei Basketball-Weltmeisterschaften, zwölfmal bei Olympischen Spielen und 37-mal bei Europameisterschaften an.
Ihre größten Erfolge waren zwei olympische Silbermedaillen 1980 in Moskau und 2004 in Athen sowie zwei Europameistertitel, erspielt 1983 und 1999 jeweils in Frankreich. Beide EM-Finalspiele konnte das Team gegen Spanien für sich entscheiden.

## Abschneiden bei internationalen Turnieren

### Olympische Sommerspiele
| - 1936 – 7. Platz - 1948 – 17. Platz - 1952 – 17. Platz - 1956 – nicht qualifiziert - 1960 – 4. Platz - 1964 – 5. Platz | - 1968 – 8. Platz - 1972 – 4. Platz - 1976 – 5. Platz - 1980 – Silbermedaille - 1984 – 5. Platz - 1988 – nicht qualifiziert | - 1992 – nicht qualifiziert - 1996 – nicht qualifiziert - 2000 – 5. Platz - 2004 – Silbermedaille - 2008 – nicht qualifiziert - 2012 – nicht qualifiziert | - 2016 – nicht qualifiziert - 2020 – 5. Platz |

### Weltmeisterschaften
| - 1950 – nicht qualifiziert - 1954 – nicht qualifiziert - 1959 – nicht qualifiziert - 1963 – 7. Platz - 1967 – 9. Platz | - 1970 – 4. Platz - 1974 – nicht qualifiziert - 1978 – 4. Platz - 1982 – nicht qualifiziert - 1986 – 6. Platz | - 1990 – 9. Platz - 1994 – nicht qualifiziert - 1998 – 6. Platz - 2002 – nicht qualifiziert - 2006 – 9. Platz | - 2010 – nicht qualifiziert - 2014 – nicht qualifiziert - 2019 – 10. Platz - 2023 – 8. Platz |

### Europameisterschaften
| - 1935 – 7. Platz - 1937 – Silbermedaille - 1939 – 6. Platz - 1946 – Silbermedaille - 1947 – 9. Platz - 1949 – nicht angetreten - 1951 – 5. Platz - 1953 – 7. Platz - 1955 – 6. Platz - 1957 – 10. Platz - 1959 – 10. Platz - 1961 – nicht qualifiziert | - 1963 – 12. Platz - 1965 – 4. Platz - 1967 – 7. Platz - 1969 – 6. Platz - 1971 – Bronzemedaille - 1973 – 5. Platz - 1975 – Bronzemedaille - 1977 – 4. Platz - 1979 – 5. Platz - 1981 – 5. Platz - 1983 – Goldmedaille - 1985 – Bronzemedaille | - 1987 – 5. Platz - 1989 – 4. Platz - 1991 – Silbermedaille - 1993 – 9. Platz - 1995 – 5. Platz - 1997 – Silbermedaille - 1999 – Goldmedaille - 2001 – 9. Platz - 2003 – Bronzemedaille - 2005 – 10. Platz - 2007 – 9. Platz - 2009 – nicht qualifiziert | - 2011 – 17. Platz - 2013 – 8. Platz - 2015 – 6. Platz - 2017 – 7. Platz - 2022 – 7. Platz |

## Kader
| Spieler | Spieler           | Spieler           | Spieler | Spieler | Spieler  | Spieler              |
| Nr.     | Name              | Geburt            | Größe   | Info    | Einsätze | Verein               |
| ------- | ----------------- | ----------------- | ------- | ------- | -------- | -------------------- |
|         |                   | Guards (PG, SG)   |         |         |          |                      |
| 0       | Marco Spissu      | 05.02.1995        | 184 cm  |         |          | Reyer Venezia Mestre |
| 7       | Stefano Tonut     | 07.11.1993        | 196 cm  |         |          | Olimpia Milano       |
| 18      | Matteo Spagnolo   | 10.01.2003        | 194 cm  |         |          | Alba Berlin          |
| 54      | Alessandro Pajola | 09.11.1999        | 194 cm  |         |          | Virtus Bologna       |
|         |                   | Forwards (SF, PF) |         |         |          |                      |
| 9       | Nicolo Melli      | 26.01.1991        | 205 cm  |         |          | Olimpia Milano       |
| 13      | Simone Fontecchio | 09.12.1995        | 201 cm  |         |          | Utah Jazz            |
| 17      | Giampaolo Ricci   | 27.09.1991        | 200 cm  |         |          | Olimpia Milano       |
| 33      | Achille Polonara  | 23.11.1991        | 205 cm  |         |          | Virtus Bologna       |
| 40      | Luca Severini     | 20.06.1996        | 204 cm  |         |          | Derthona Basket      |
| 50      | Gabriele Procida  | 01.06.2002        | 200 cm  |         |          | Alba Berlin          |
| 70      | Luigi Datome      | 27.11.1987        | 203 cm  |         |          | Olimpia Milano       |
|         |                   | Center (C)        |         |         |          |                      |
| 35      | Mouhamet Diouf    | 10.09.2001        | 208 cm  |         |          | CB Breogán           |

| Trainer | Trainer            | Trainer         |
| Nat.    | Name               | Position        |
| ------- | ------------------ | --------------- |
| Italien | Gianmarco Pozzecco | Head Coach      |
| Italien | Edoardo Casalone   | Assistenz-Coach |

| Legende                | Legende            |
| Abk.                   | Bedeutung          |
| ---------------------- | ------------------ |
| (C)                    | Mannschaftskapitän |
| Quellen                |                    |
| Teamhomepage           |                    |
| Ligahomepage           |                    |
| Stand: 23. August 2023 |                    |

| Legende                | Legende            |
| Abk.                   | Bedeutung          |
| ---------------------- | ------------------ |
| (C)                    | Mannschaftskapitän |
| Quellen                |                    |
| Teamhomepage           |                    |
| Ligahomepage           |                    |
| Stand: 23. August 2023 |                    |

## Ehemalige Kader
| Nr. | Name               | Geburtsdatum    | Größe  | Position | Einsätze | Club                 |
| --- | ------------------ | --------------- | ------ | -------- | -------- | -------------------- |
| 0   | Marco Spissu       | 05.02.1995      | 184 cm | Guard    |          | Reyer Venezia Mestre |
| 7   | Stefano Tonut      | 07.11.1993      | 196 cm | Guard    |          | Olimpia Milano       |
| 18  | Matteo Spagnolo    | 10.01.2003      | 194 cm | Guard    |          | Alba Berlin          |
| 54  | Alessandro Pajola  | 09.11.1999      | 194 cm | Guard    |          | Virtus Bologna       |
| 9   | Nicolo Melli       | 26.01.1991      | 205 cm | Forward  |          | Olimpia Milano       |
| 13  | Simone Fontecchio  | 09.12.1995      | 201 cm | Forward  |          | Utah Jazz            |
| 17  | Giampaolo Ricci    | 27.09.1991      | 200 cm | Forward  |          | Olimpia Milano       |
| 33  | Achille Polonara   | 23.11.1991      | 205 cm | Forward  |          | Virtus Bologna       |
| 40  | Luca Severini      | 20.06.1996      | 204 cm | Forward  |          | Derthona Basket      |
| 50  | Gabriele Procida   | 01.06.2002      | 200 cm | Forward  |          | Alba Berlin          |
| 70  | Luigi Datome       | 27.11.1987      | 203 cm | Forward  |          | Olimpia Milano       |
| 35  | Mouhamet Diouf     | 10.09.2001      | 208 cm | Center   |          | CB Breogán           |
|     | Gianmarco Pozzecco | Head Coach      |        |          |          |                      |
|     | Edoardo Casalone   | Assistenz-Coach |        |          |          |                      |

## Nationaltrainer
- Elliott Van Zandt (1948–1951)
- Giancarlo Marinelli (Januar 1952 – März 1952)
- Amerigo Penzo (März 1952)
- Vittorio Tracuzzi (1952–1953)
- Francesco Ferrero (1954)
- Jim McGregor (1954–1956)
- Nello Paratore (1957–1968)
- Giancarlo Primo (1969–1979)
- Sandro Gamba (1979–1985, 1987–1992)
- Valerio Bianchini (1985–1987)
- Ettore Messina (1992–1997)
- Bogdan Tanjević (1997–2001)
- Carlo Recalcati (2001–2009)
- Simone Pianigiani (2009–2015)
- Ettore Messina (2015–2017)
- Romeo Sacchetti (2017–2022)
- Gianmarco Pozzecco (2022–)

## Rekordnationalspieler
| Länderspiele | Länderspiele        | Länderspiele | Erzielte Punkte | Erzielte Punkte     | Erzielte Punkte |
| Platz        | Name                | Spiele       | Platz           | Name                | Punkte          |
| ------------ | ------------------- | ------------ | --------------- | ------------------- | --------------- |
| 1            | Pierluigi Marzorati | 277          | 1               | Antonello Riva      | 3784            |
| 2            | Dino Meneghin       | 271          | 2               | Dino Meneghin       | 2847            |
| 3            | Roberto Brunamonti  | 254          | 3               | Renato Villalta     | 2308            |
| 4            | Giacomo Galanda     | 215          | 4               | Marco Belinelli     | 2258            |
| 5            | Gianluca Basile     | 214          | 5               | Pierluigi Marzorati | 2223            |
| 6            | Renzo Bariviera     | 209          | 6               | Renzo Bariviera     | 2180            |
| 7            | Walter Magnifico    | 208          | 7               | Walter Magnifico    | 2064            |
| 8            | Antonello Riva      | 207          | 8               | Gregor Fučka        | 1904            |
|              | Renato Villalta     | 207          | 9               | Massimo Masini      | 1876            |
| 10           | Renzo Vecchiato     | 201          | 10              | Carlton Myers       | 1831            |

Stand: 25. Juli 2021; inkl. Spiele gegen All-Star-Auswahlen der Serie A (jährlich ausgetragen)

## Auszeichnungen
Die italienische Sportzeitung Gazzetta dello Sport wählte die Nationalmannschaft in den Jahren 1980, 1983, 1997 und 1999 zu „Italiens Mannschaft des Jahres“.